# 全日空小牧空港衝突事故
全日空小牧空港衝突事故（ぜんにっくうこまきくうこうしょうとつじこ）は、1960年（昭和35年）3月16日（水曜日）に名古屋空港（小牧空港、現在の名古屋飛行場）の滑走路上で発生した航空事故である。

## 事故の概要
1960年3月16日、東京国際空港を出発して名古屋空港へ向かっていた、全日本空輸25便（ダグラス DC-3・機体記号：JA5018・1942年製造）には乗員3名・乗客30名の合計33人が搭乗していた。
25便は名古屋空港に南側から19時38分に着陸後、中央誘導路に向かって滑走路を走行していた。本来は滑走路を左折してターミナルビルに向かうべきであったが、管制官は事故機が滑走路中央部にいると誤認し、Uターンを指示した。そのため機長は、管制官の指示に従い滑走路を南側に向けて走行していた。その時管制官は、折りしも離陸しようとしていた航空自衛隊第3航空団（現在は三沢基地所在）所属のF-86D戦闘機（シリアルナンバー：94-8137）に対し、25便が滑走路からの待避を完了したことを確認していないにもかかわらず、パイロットに離陸許可を与えた。自衛隊機のパイロットも旅客機が相対しているとは思わず離陸滑走を開始した。そのため両機は接近して来た。
25便のパイロットは戦闘機がこちらに向かっていることに気付き、左側に回避しようとしたが間に合わず、19時39分頃に自衛隊機が旅客機の右主翼に衝突し、さらに後部胴体と尾翼に衝突する。そのため25便の胴体は分断・大破した。
この事故で全日空25便に搭乗していた客室乗務員1名（当時23歳）と乗客2名（30歳と27歳の夫婦）の合わせて3人が犠牲となり、乗客8人が負傷した。一方の自衛隊機は衝突地点から150m滑走した上で滑走路西側に逸脱して炎上。負傷した乗員1名は空港内の整備場にいたエンジニア達によって救助されている。

## 事故原因
事故原因については、当時業務に就いていた管制官（当時29歳）が、25便が滑走中にもかかわらず自衛隊機に対して離陸許可を早く出したためと断定され、管制官は起訴された。名古屋地方裁判所は1962年10月10日に当該管制官に航空法違反および業務上過失致死傷罪で禁固1年（執行猶予3年）の有罪判決を言い渡した。
このように刑事裁判では管制官の過失で有罪になったが、それより前の1960年12月13日に運輸省航空局の労働組合が、なんら処分を受けてない自衛隊機パイロットにも滑走路上を走行していた旅客機の両翼にある航空灯を確認出来たはずであり、前方不注意の過失があったとして名古屋地方検察庁に告訴した。しかし起訴猶予処分となり、責任は問われていない。また25便パイロットも管制官の指示に忠実であったため、事故責任は無いとされている。
なお当空港が自衛隊と民間航空機の両方が発着する官民共用飛行場であったことも、事故原因の一因であったと指摘されている。